# 照明

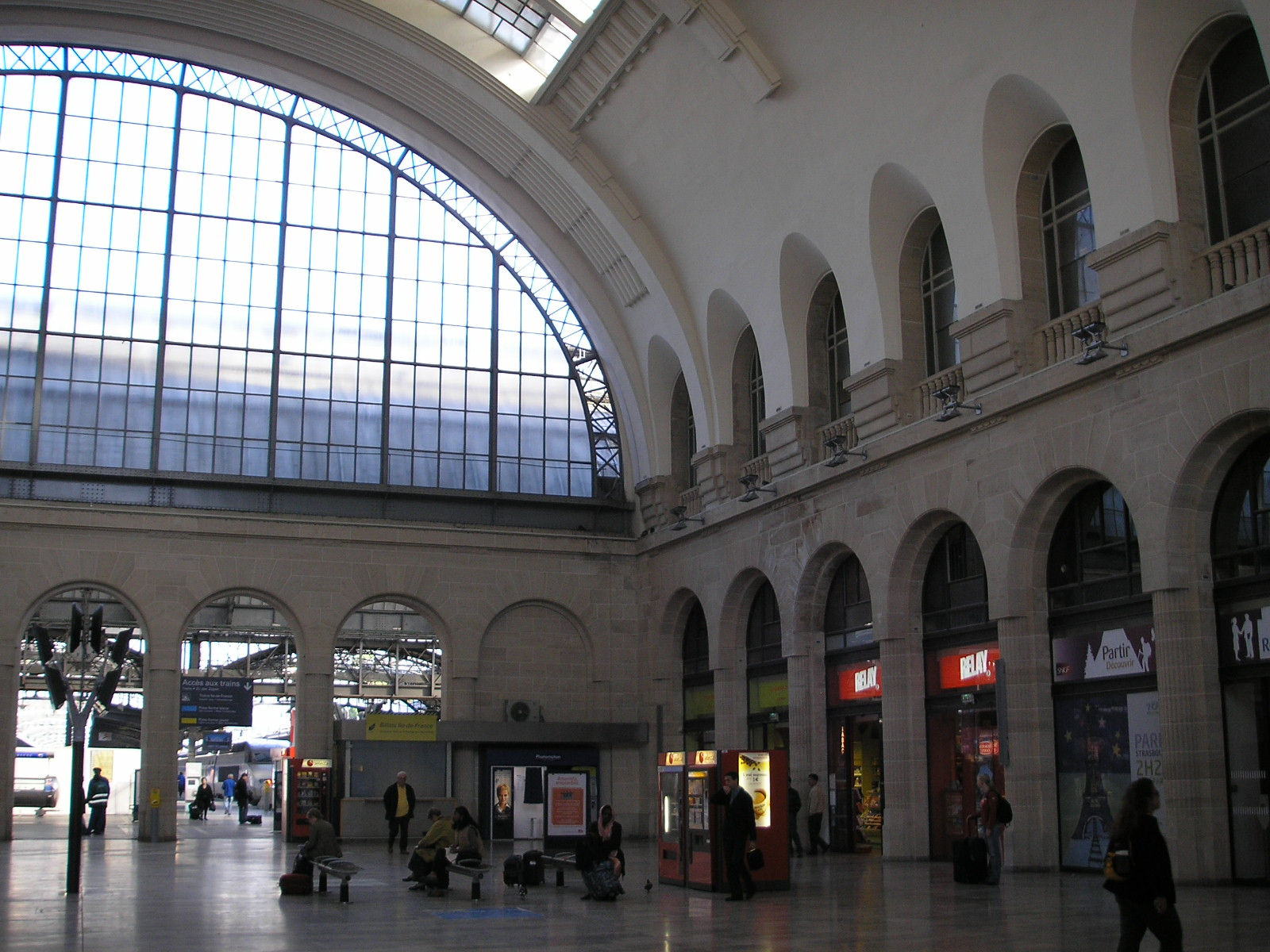
巴黎东站使用的日光

照明指的是使用各種光源來提高特定場所的亮度。現代的人工照明主要使用的是電力照明裝置，而過去使用的則是煤氣燈（瓦斯燈）、蠟燭、油燈等。

## 介绍
室内设计的照明是对各种建筑环境的照度、色温进行的专业设计。他不仅要满足室内“亮度”上的要求，还要起到烘托环境、气氛的作用。一般由室内建筑师提出要求，电气工程师进行核算、调整。照明也就是利用人工光或自然光提供人們足夠的照度（一般照明），或提供良好的識別（道路照明、廣告標示等），特徵的強調（建築照明、重點照明等），或創造舒適的光環境（住宅照明等）、營造特殊的氛圍等（商業舞台照明），及其他特殊目的（生化、醫療、植物栽培等）的手段。

## 外部鏈結
- CIE （页面存档备份，存于）（國際照明委員會），制定照明相關的國際標準
  - CIE Taiwan （页面存档备份，存于）（台灣照明委員會）
- （社）照明学会（日語）
- The Most Expensive Landmarks to Light （页面存档备份，存于）